# Finspång
Finspång é uma cidade do norte da província histórica de Östergötland.

Tem cerca de 12 440 habitantes, e está localizada a noroeste do lago Glan.

É a sede do município de Finspång, pertence ao condado da Östergötland, situado no sul da Suécia.